# Martin Stokhof
Martin Johan Bastiaan Stokhof (Amsterdam, 18 november 1950) is een Nederlandse taalfilosoof, verbonden  aan de Universiteit van Amsterdam.

## Biografie
Stokhof studeerde, na het behalen zijn gymnasiumdiploma (alpha) aan het St. Ignatiuscollege in Amsterdam, wijsbegeerte en linguïstiek aan de toenmalige Gemeentelijke Universiteit van Amsterdam.  Hij behaalde in september 1974 cum laude het doctoraaldiploma Wijsbegeerte. In november 1984 promoveerde hij cum laude tot doctor in de filosofie. 
Stokhof is sinds 1998 hoogleraar Taalfilosofie aan het departement Wijsbegeerte van de Faculteit van Geesteswetenschappen van de Universiteit van Amsterdam. Samen met Johan van Benthem, Jeroen Groenendijk, Dick de Jongh en Henk Verkuyl vormt Stokhof een auteursteam dat onder het collectief pseudoniem L.T.F. Gamut het tweedelige werk Logic, Language, and Meaning (1991) schreef, het standaard handboek voor het vak logica aan de UvA. In 2000 publiceerde hij het handboek Taal en Betekenis. Een inleiding in de taalfilosofie. 
Stokhof geldt als een gezagvol kenner van het werk van Ludwig Wittgenstein. In 2002 publiceerde hij het boek World and Life as One. Ethics and Ontology in Wittgenstein’s Early Thought. 
In mei 2006 werd hij gekozen tot lid van de Koninklijke Nederlandse Akademie van Wetenschappen.
- Bibliothèque nationale de France: cb12035973z (data)
- Gemeinsame Normdatei: 124543413
- International Standard Name Identifier: 0000 0001 1775 6371
- Library of Congress Control Number: n82116766
- Mathematics Genealogy Project: 87548
- NARCIS: PRS1237803
- Nationale Bibliotheek van Tsjechië: ola20181001961
- Nationale Bibliotheek van Israël: 987007459586905171
- Nederlandse Thesaurus van Auteursnamen: 074673742
- Système universitaire de documentation: 028545273
- Virtual International Authority File: 93464040
- WorldCat: E39PBJxRDFfbYbkMwVrMCc4jG3